# Siro Bianchi
Pour les articles homonymes, voir Bianchi.
Siro Bianchi, né le 23 août 1924 à Santa Maria a Monte, dans la province de Pise en Toscane et mort le 16 juin 1992 à Saint-Rémy-de-Provence, est un coureur cycliste franco-italien des années 1950, professionnel de 1952 à 1960, qui réalisa une grande partie de sa carrière en France, et obtint la nationalité française en 1953. Il a notamment remporté le Grand Prix du Midi libre en 1952.

## Palmarès
- 1949
  - 2ea étape du Tour de Corse
- 1951
  - Polymultipliée lyonnaise
  - 2e du Grand Prix de Vals-les-Bains
- 1952
  - Circuit des villes d'eaux d'Auvergne
  - Grand Prix du Midi libre
  - Coupe Marcel Vergeat
  - 5e étape du Tour du Sud-Est
  - 2e du Grand Prix du comptoir des tissus
  - 3e du Tour de Haute-Savoie
- 1953
  - 6e étape du Critérium du Dauphiné libéré
  - 2e du Circuit du Ventoux
- 1954
  - 2e étape du Grand Prix du Midi libre
  - 1re étape du Tour du Sud-Est
  - 2e du Grand Prix du Midi libre
  - 2e du Tour du Maroc
  - 3e du Tour du Vaucluse
- 1955
  - 2e de Lyon-Montluçon-Lyon
  - 3e du Circuit de l'Ain
- 1956
  - 4e étape du Tour de Champagne
  - Tour du Gard :
    - Classement général
    - 2e étape

  - 2e du Grand Prix d'Aix-en-Provence
  - 2e du Circuit Drôme-Ardèche
  - 2e du Grand Prix du comptoir des tissus
- 1957
  - 1re étape du Tour du Var
  - Circuit Drôme-Ardèche
  - Tour du Gard
  - 2e du Tour de l'Aude
- 1958
  - Béziers-Avignon
  - 2e du Circuit du Mont-Blanc
  - 3e du Tour de l'Aude
  - 3e des Boucles roquevairoises
  - 3e de Bourg-Genève-Bourg
  - 8e du Critérium du Dauphiné libéré
- 1959
  - 2e du Tour du Var
- 1960
  - 2e du Tour du Vaucluse

## Résultats sur les grands tours

### Tour de France
3 participations
- 1952 : 44e
- 1953 : 69e
- 1954 : abandon (4eb étape)

### Tour d'Espagne
1 participation
- 1960 : abandon